# Юргенс, Дарья Георгиевна
Да́рья Гео́ргиевна Ю́ргенс (до 2003 года — Лесникова; род. 20 января 1968, Томск) — российская актриса театра, кино и телевидения.
Заслуженная артистка Российской Федерации (2005).

## Биография
Родилась 20 января 1968 года в Томске, отрочество провела в городе Жданове Донецкой области (ныне — Мариуполь). Родители — артисты драматического театра, мать — народная артистка Украины Наталья Юргенс. Первый выход, точнее вынос на сцену маленькой девочки состоялся в несознательном возрасте: её, завёрнутую в какие-то лохмотья, нянчили на руках в спектакле «Поднятая целина». А в 10 лет она уже сыграла большую, серьёзную роль — Анютку в спектакле «Власть тьмы» по Толстому.
В школе училась плохо, серьёзно увлекалась спортом: в 14 лет чуть не стала кандидатом в мастера спорта по фехтованию — на соревнованиях попала противнице по руке рубящим движением рапирой и была дисквалифицирована.
После этого случая рассталась со спортом.
В детстве мечтала работать ветеринаром, но, так или иначе, получив аттестат о среднем образовании, она продолжила семейную династию и выбрала актёрскую профессию. В Ленинградский театральный институт поступила, поскольку имеет петербургские корни: из блокадного Ленинграда уехали её мать с бабушкой, в театральном институте на Моховой учился её папа, тут работал и преподавал и её прапрадед, учёный Дмитрий Константинович Чернов.
В 1990 году окончила ЛГИТМиК имени Н. К. Черкасова (курс А. Н. Куницына). По окончании вуза была зачислена в группу Молодёжного театра на Фонтанке.

## Семья
Прапрадед — профессор, изобретатель Дмитрий Константинович Чернов.
Дед по матери — Никита Александрович Юргенс.
Отец — актёр Георгий Лесников (1928—1981).
Мать — актриса Наталья Юргенс (1932—2014).
Брат — Никита Юргенс (преподаватель истории и правоведения).
Первый муж (с 1989 по 1996) — Евгений Дятлов (род. 2 марта 1963).
Сын — Егор Евгеньевич Лесников (род. 20 января 1991), актёр.
Второй муж — Пётр Журавлёв (род. 1963), актёр, заслуженный артист России.
Фактический муж — Сергей Великанов. Дочь — Александра Сергеевна Юргенс (род. 28 мая 2003).

## Творчество

### Роли в театре

#### Молодёжный театр на Фонтанке
- 1991 — «Смерть Ван Халена» — Маша
- «Мастерская глупостей» — Принцесса
- 1993 — «Лунные волки» Нины Садур. Режиссёр: Владимир Туманов — Бабка
- 1995 — «Трёхгрошовая опера» Бертольта Брехта. Режиссёр: Семён Спивак — Люси
- 1996 — «Ночь ошибок» Оливера Голсдсмита. Режиссёр: Михаил Черняк — Констанция
- 1996 — «Улица. Двор. Васька» — Крыса Катя
- 1997 — «Маркиза де Сад» Юкио Мисима. Режиссёр: Семён Спивак — Рене де Сад
- 1997 — «Иван-царевич» — Принцесса Милолика
- 1998 — «Крики из Одессы» Исаак Бабель. Режиссёр: Семён Спивак — Маруся
- 1999 — «Двое на качелях» — Гитель Моска
- 2001 — «Жаворонок» Жан Ануй. Режиссёр: Семён Спивак — Агнесса
- 2002 — «Священные чудовища» Жан Кокто. Режиссёр: Семён Спивак — Лиан
- 2004 — «Медея» Еврипид" Жан Ануй. Режиссёр: Алексей Утеганов — Медея
- 2015 — «Последняя любовь Наполеона» Иржи Губач «Адъютантша его императорского величества, или Корсиканка» Семён Яковлевич Спивак

#### Михайловский театр
- 2001 — «Трагедия русского фавна» — Ромола де Пульски

### Роли в кино
| Год       |    | Название                                            | Роль                                                       |
| --------- | -- | --------------------------------------------------- | ---------------------------------------------------------- |
| 1987      | ф  | Следопыт                                            | жена офицера(нет в титрах)                                 |
| 1997—1998 | с  | Улицы разбитых фонарей                              | Ольга                                                      |
| 1998      | ф  | Про уродов и людей                                  | Груня                                                      |
| 2000      | ф  | Брат 2                                              | Даша, проститутка по кличке «Мэрилин»                      |
| 2000      | с  | Дом Надежды                                         | Настя                                                      |
| 2001      | с  | Агентство НЛС                                       | Надя Баранова                                              |
| 2002      | с  | Крот 2                                              | Зойка                                                      |
| 2002      | с  | Пейзаж с убийством                                  | Нинка                                                      |
| 2001—2002 | с  | Улицы разбитых фонарей 4                            | Вероника                                                   |
| 2003      | с  | Женский роман                                       | Надя                                                       |
| 2005      | ф  | Итальянец                                           | мать Мухина                                                |
| 2005      | с  | Ментовские войны-2 (Фильм 1 — «За неделю до весны») | Екатерина Хмелёва                                          |
| 2005      | с  | Убойная сила (сезон 4)                              | подруга Бориса                                             |
| 2006      | с  | Терминал                                            | «Тать», телохранитель Большакова                           |
| 2006      | с  | Ментовские войны-3 (Фильм 1 — «Казаки-разбойники»)  | Екатерина Хмелёва                                          |
| 2006      | с  | Морские дьяволы                                     | Маргарита Степановна Кошкина, «Багира», старший лейтенант  |
| 2007      | с  | Морские дьяволы 2                                   | Маргарита Степановна Кошкина, «Багира», капитан-лейтенант  |
| 2008      | ки | Супер-корова                                        | Супер-корова                                               |
| 2008      | ф  | Васильевский остров                                 | Алла, жена Ильи                                            |
| 2008      | ф  | Запрет на любовь                                    | Гуня                                                       |
| 2008      | с  | Каменская 5                                         | Лена Альбикова                                             |
| 2008      | ф  | Ментовские войны. Эпилог                            | Екатерина Хмелёва                                          |
| 2008      | ф  | Не родись красивым                                  | Фуфа                                                       |
| 2009      | с  | История зэчки                                       | Надежда Баклага, лейтенант, ревнивая жена Виктора          |
| 2009      | с  | Морские дьяволы 3                                   | Маргарита Степановна Кошкина, «Багира», капитан-лейтенант  |
| 2010      | ф  | Месть — искусство                                   | Инга, жена Сазончика                                       |
| 2010      | с  | Морские дьяволы 4                                   | Маргарита Степановна Кошкина, «Багира», капитан-лейтенант  |
| 2010      | тф | Морские дьяволы. Судьбы                             | Маргарита Кошкина                                          |
| 2011      | с  | Морские дьяволы 5                                   | Маргарита Степановна Кошкина, «Багира», капитан-лейтенант  |
| 2011      | тф | Морские дьяволы. Судьбы — 2                         | Маргарита Степановна Кошкина, "Багира"                     |
| 2012      | ф  | Просто Джексон                                      | Катя Хмелёва                                               |
| 2013      | с  | Ментовские войны-7 (Фильм 5 — «Невские партизаны»)  | Екатерина Хмелёва                                          |
| 2013      | с  | Катерина 4: Другая жизнь                            | Василькова                                                 |
| 2013      | с  | Шерлок Холмс                                        | Джессика Кэрри                                             |
| 2013      | с  | Морские дьяволы. Смерч                              | Маргарита Степановна Кошкина, «Багира», капитан 3-го ранга |
| 2013      | с  | Морские дьяволы. Смерч. Судьбы                      | Маргарита Степановна Кошкина, «Багира», капитан 3-го ранга |
| 2014      | с  | Ментовские войны-8 (Фильм 1 — «Игра на чужом поле») | Екатерина Хмелёва                                          |
| 2014—2015 | с  | Морские дьяволы. Смерч-2                            | Маргарита Степановна Кошкина, «Багира», капитан 3-го ранга |
| 2016      | с  | Морские дьяволы. Смерч-3                            | Маргарита Степановна Кошкина, «Багира», капитан 3-го ранга |
| 2016      | с  | Морские дьяволы. Смерч. Судьбы-2                    | Маргарита Степановна Кошкина, «Багира», капитан 3-го ранга |
| 2017      | с  | Морские дьяволы. Северные рубежи                    | Маргарита Степановна Кошкина, «Багира», капитан 1-го ранга |
| 2017—2018 | с  | Морские дьяволы. Рубежи Родины                      | Маргарита Степановна Кошкина, «Багира», капитан 1-го ранга |
| 2017      | ф  | Ничей                                               | Ирина                                                      |
| 2019      | с  | Подкидыш                                            | Маргарита Сапфирова, целительница и гадалка                |
| 2020      | с  | Морские дьяволы. Особое задание                     | Маргарита Степановна Кошкина, «Багира», капитан 1-го ранга |
| 2020      | ф  | Зоя                                                 | Любовь Тимофеевна, мама Зои                                |
| 2021      | с  | Хозяин                                              | Зоя                                                        |
| 2021—2022 | с  | Морские дьяволы. Дальние рубежи                     | Маргарита Степановна Кошкина, «Багира», капитан 1-го ранга |
| 2024      | с  | Морские дьяволы. Вектор Атаки                       | Маргарита Степановна Кошкина, Багира, капитан 1-го ранга   |
| 2024      | с  | Морские дьяволы. Полярный конвой                    | Маргарита Степановна Кошкина, Багира, капитан 1-го ранга   |

### Озвучивание

#### Озвучивание компьютерных игр
- 2007 — Супер Корова — Супер Корова